# 富士岳
富士岳位於台灣花蓮縣萬榮鄉，屬於中央山脈，標高2810公尺。因山形似富士山，故以富士為名。

## 註腳
1. ↑  .   [2010-08-24]. （原始内容存档于2014-01-07）.